# Cori Bartel
Pour les articles homonymes, voir Bartel.
Cori Bartel (née le 21 juin 1971 à Humboldt) est une curleuse canadienne.

## Palmarès
Jeux olympiques
| Épreuve / Édition | Vancouver 2010 |
| Curling           | Argent         |